# کنش به تأیید اوست

پشت نشان بزرگ ایالات متحده آمریکا

کنش به تأیید اوست (به لاتین: Annuit cœptis) یکی از دو شعاریست که بر پشت نشان بزرگ ایالات متحدهٔ آمریکا نقش بسته‌است. شعار دیگرِ بر پشتِ نشان، نظم نوین اعصار (Novus ordo seclorum) و شعار نقش‌بسته بر روی نشان، یک از بسیار هستند. این عبارت از واژگان لاتین annuo‏‎ به معنای «تأیید کردن، تصدیق کردن» و coeptum‏‎ به معنای «کنش، تعهدات» تشکیل شده و به صورت تحت‌اللفظی «کنش به تأیید اوست» معنا می‌شود.
در ۱۷۸۲، ساموئل آدامز از کنگره، ویلیام بارتون از فیلادلفیا را که یک هنرمند طراح بود مأمور طراحی نشان ملی کرد. بارتون برای پشت نشان هرمی سیزده لایه که در بالای آن چشم ایزدی قرار گرفته بود را پیشنهاد کرد. شعارهایی که بارتون برای پشت نشان در نظر گرفته بود با یاری الهی و جاودان بودند. هرم و شعار جاودان از اسکناس ۵۰ دلاری واحد پول قاره‌ای الهام گرفته شده بود که توسط فرانسیس هاپکینسون طراحی شده بود.

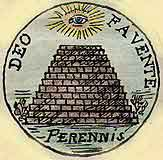
طراحی بارتون با شعارهای «با یاری الهی» و «جاودان»

بارتون توضیح می‌داد که شعار به چشم ایزدی اشاره دارد: «مقصود از با یاری الهی که به چشم در نشان اشاره دارد، چشم ایزدی است.» در نظر بارتون، خدا و چشم ایزدی مفاهیم یکسانی بودند.
به هنگام طراحی نسخهٔ نهایی نشان بزرگ، چارلز تامسون که سابقاً یک آموزگار زبان لاتین بود، هرم و چشم را در پشت نشان نگاه داشت ولی شعارهای «کنش به تأیید اوست» و «نظم نوین اعصار» را به ترتیب جایگزین «با یاری الهی» و «جاودان» کرد. تامسون علت انتخاب شعارها را چنین می‌دانست:

چشم بر روی آن [هرم] و شعار «کنش به تأیید اوست» به نشانه‌های فراوانی که حاکی از دخالت مشیت الهی به نفع نهضت آمریکاست اشاره دارند.

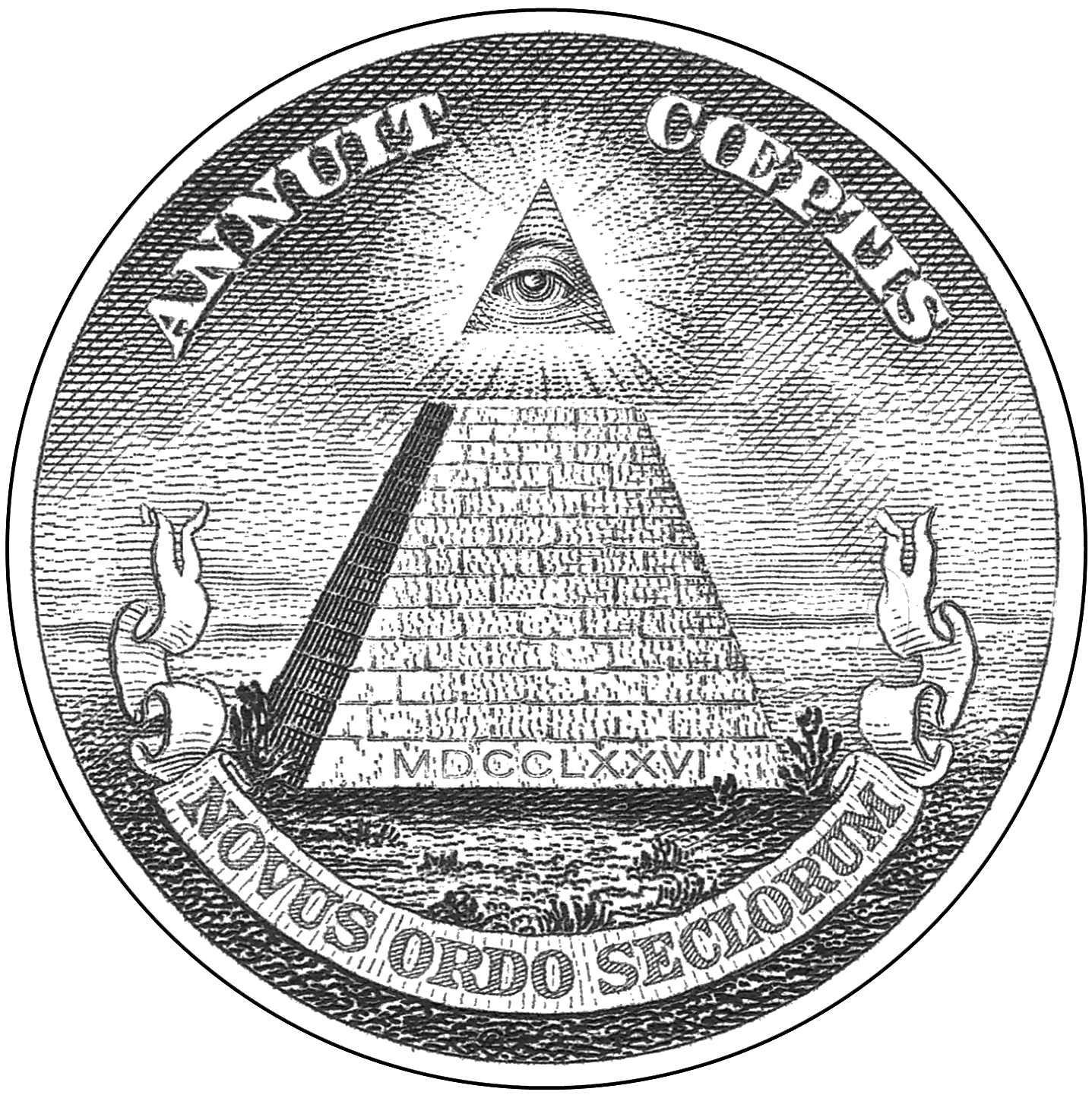
جزئیات اسکناس یک دلاری ایالات متحده

سرچشمهٔ هر دو شعاری که بر پشت نشان بزرگ ایالات متحده نقش بسته‌اند به سروده‌های ویرژیل، شاعر رومی بازمی‌گردد. در انه‌اید، گفتار نهم، سطر ۶۲۵ آسکاین، فرزند قهرمان داستان، انه، این‌گونه دعا می‌کند که: «ای ژوپیتر توانا! کنش‌های بی‌باکانه [مرا] تأیید نما!» (به لاتین: Jupiter omnipotens, audacibus annue cœptis.)